# Pactul global privind refugiații
Pactul Global privind Refugiații (în engleză Global Compact on Refugees) este un acord internațional, elaborat sub auspiciile Organizației Națiunilor Unite, care oferă un cadru pentru îmbunătățirea răspunsului la nivel mondial la nevoile refugiaților.
Guvernele își fac angajamente în cadrul pactului la reuniunea periodică a Forumului Global pentru Refugiați.

## Semnatari
Adunarea Generală a Națiunilor Unite a confirmat pactul (rezoluția A/RES/73/151) la 17 decembrie 2018. 181 de națiuni au votat în favoarea pactului, Statele Unite și Ungaria au votat împotrivă, iar Eritreea, Libia și Republica Dominicană s-au abținut de la vot.

## Recepție
Acordul compact a fost descris de Filippo Grandi ca fiind cel mai important moment la care a fost martor în cei 34 de ani de lucru cu refugiații. Louise Arbour, reprezentantul special al Națiunilor Unite pentru Migrația Internațională, a descris acordul internațional drept „minunat”, „istoric” și „o mare realizare pentru multilateralism”.